# Patrick Elzie
Patrick Raynard „Pat“ Elzie (* 22. November 1960 in Troy, Missouri) ist ein aus den USA stammender Basketballtrainer, der seit 1984 mit kurzen Unterbrechungen in Deutschland lebt. Bis 1996 war er als Spieler tätig, anschließend wechselte er in den Trainerberuf. Im April 1994 wurde er deutscher Staatsbürger.

## Karriere

### Spieler
Elzies Mutter war Krankenschwester, sein Vater als Soldat der US-Streitkräfte zeitweilig im Süden Deutschlands stationiert und als Boxer später Sparringspartner von Joe Louis, ehe er als Ober arbeitete. Elzie wuchs in Wentzville auf.
Er spielte Basketball an der United States Naval Academy und studierte ab 1980 dann am College of the Holy Cross in Worcester (Massachusetts), an dem einst auch Bob Cousy, Mitglied der Basketball Hall of Fame, gespielt hatte. Elzie bestritt 109 Spiele für die Hochschulmannschaft und erreichte dabei Mittelwerte von 7,6 Punkten sowie 6,4 Rebounds je Begegnung. Seine besten Werte verbuchte er 1983/84: 10,4 Punkte und 8,9 Rebounds/Spiel. Nach seinem Abschluss im Fach Wirtschaft spielte Elzie im Sommer 1984 bei den New York Knicks (NBA) vor, bevor er eine Stelle als Börsenmakler bei einer Bank antrat. Wenige Wochen danach erreichte ihn ein Angebot, in der deutschen Basketball-Bundesliga zu spielen.
Elzie, der über sich selbst als Spieler sagte, er sei nicht der talentierteste gewesen, „aber immer Vollgas gegeben“ habe, stand von 1984 bis 1987 sowie 1988/89 insgesamt vier Spielzeiten in Diensten des Bundesligisten MTV Gießen. Größter Erfolg war 1987 gemeinsam mit Michael Koch und Henning Harnisch der dritte Platz in der Meisterschaft und der Einzug ins Pokalfinale. In jener Saison konnte Elzie aber nur weniger als die Hälfte der Spiele absolvieren, da er sich 1986 eine Herzmuskelentzündung zugezogen hatte, vorübergehend sogar die Fortsetzung seiner Basketballlaufbahn in Gefahr war. Obwohl Elzie enttäuscht zur Kenntnis nahm, dass Gießen das Vertragsverhältnis mit ihm beendete und einen anderen US-Amerikaner als Ersatz holte, kehrte er im Januar 1987 nach seiner Genesung in die Mannschaft der Mittelhessen zurück. 1988 kehrte Elzie, den als Spieler insbesondere seine Stärken in der Verteidigung sowie beim Rebound ausmachten, in den Bundesligakader des MTV Gießen zurück, nachdem er im Spieljahr 1987/88 beim schwedischen Erstligisten Hageby Basket Norrköping unter Vertrag gestanden hatte und Vizemeister geworden war. Insgesamt kam er für Gießen im Zeitraum 1984 bis 1989 auf 94 Spiele, in denen er im Schnitt 14,6 Punkte erzielte. 1988 trat er neben seinen Verpflichtungen als Spieler das Traineramt bei der zweiten Gießener Mannschaft (Oberliga) an.
1989 wechselte Elzie zum TV Lich. Bei den Mittelhessen war er erheblich an den Aufstiegen von der Oberliga bis in die 2. Basketball-Bundesliga beteiligt. In der Folgezeit spielte er zu Saisonbeginn 1994/95 noch kurz für den TuS Bramsche erstklassig, verließ die sich in wirtschaftlicher Not befindenden Bramscher aber noch in der Anfangsphase der Saison und wechselte zur SG Braunschweig in die 2. Bundesliga. Nachdem sich die SG von Trainer Thomas Benson getrennt hatte, war Elzie zeitweilig Spielertrainer der Niedersachsen, ehe er sich wieder ganz seinen Aufgaben als Spieler widmete, als der Belgier John Van Crombruggen neuer Braunschweiger Trainer wurde. In einer ereignisreichen Saison musste er mit den als Meisterschaftsanwärter gehandelten Braunschweigern in die Abstiegsrunde. Nach einer Saison in Braunschweig ging Elzie zum BC Johanneum nach Hamburg und wurde beim Zweitligisten Spieler, Manager und Co-Trainer in Personalunion. In Hamburg trug Elzie den Spitznamen Ice. Er sollte in Hamburg als Nachfolger von Trainer Heiner Zarnack aufgebaut werden. Zu Beginn des Spieljahres 1996/97 erlitt er in kurzer Abfolge mehrere Verletzungen. Er betätigte sich auch als Spielervermittler.

### Trainer
Elzie verließ die Hamburger Mitte Dezember 1996, wechselte innerhalb der 2. Bundesliga nach Paderborn. Er wurde dort Nachfolger von Trainer Ed Visscher und erhielt einen Vertrag über viereinhalb Jahre. Dass Elzie, der schon 1993 die Trainer-A-Lizenz des Deutschen Basketball Bundes erlangt hatte, den BC Johanneum mitten in der Saison verließ, sorgte in Hamburg für Missfallen. Elzie begründete seinen Wechsel damit, beim BC Johanneum keinen schriftlichen Vertrag ausgestellt bekommen zu haben, sondern nur über eine mündliche Vereinbarung zu verfügen.
Nach seiner Zeit in Paderborn war Elzie in der Südgruppe der zweiten Liga in Langen tätig. Die Hessen führte er im Spieljahr 1999/2000 auf den dritten Platz in der 2. Bundesliga Süd, in seinem zweiten Langener Amtsjahr stand Elzie mit der Mannschaft zum Zeitpunkt seines Wechsels nach Hamburg im April 2001 auf dem sechsten Tabellenrang. Der spätere deutsche Nationalspieler Johannes Herber schaffte in Langen unter Elzie den Sprung in die 2. Bundesliga. Elzie war bei dem Verein auch für die Betreuung der männlichen A-Jugendmannschaft verantwortlich, die er zum Gewinn des Südwest-Meistertitels führte.
Im April 2001 kehrte er nach Hamburg zurück und übernahm das Traineramt bei den auf dem letzten Bundesliga-Tabellenplatz stehenden BCJ Tigers. Elzie gelang es nicht mehr, den Abstieg zu verhindern. Im folgenden Jahr erreichte er mit einem runderneuerten Hamburger Aufgebot die Meisterschaft in der zweiten Liga. Mit Duane Woodward wurde jedoch der wichtigste Spieler gehalten, dessen Weiterverpflichtung Elzie für das Ziel Wiederaufstieg als die halbe Miete bezeichnet hatte. Nach dem Gewinn der Meisterschaft 2002 konnte der Verein aber wegen Insolvenz nicht nur den Aufstieg nicht wahrnehmen, sondern musste auch in der Regionalliga neu anfangen. Nachdem Elzie den Nachfolgeverein ein Jahr lang trainiert hatte, nahm er im Juni 2003 ein Angebot aus Syrien an, dort Nationaltrainer zu werden. Nach verpasster Olympiaqualifikation kehrte Elzie vorzeitig nach Hamburg zurück und trainierte in der zweiten Hälfte der Saison 2003/04 im Umland der Hansestadt, welche er eigener Aussage nach ins Herz geschlossen hatte und in welcher seine beiden jüngeren Kinder aufwuchsen, den Regionalligisten SC Rist Wedel, den er trotz fast aussichtsloser Lage dank einer Siegesserie zum Klassenerhalt führte.
2004 übernahm er in der höchsten Spielklasse wieder eine Mannschaft, die Tigers genannt wurde, diesmal den Aufsteiger aus Tübingen. In der ersten Saison wurde der Klassenerhalt erreicht, im Januar 2006 wurde Elzie nach einer Niederlagenserie jedoch entlassen. In der Folgezeit agierte als Elzie als „Associated Head Coach“ neben Horst Schmitz bei der BG Karlsruhe und vertrat diesen wegen dessen gesundheitlichen Problemen auch als Cheftrainer. Als Schmitz Mitte Dezember 2006 jedoch endgültig zurücktrat, wurde Elzie nicht zum alleinigen Cheftrainer befördert. Elzie übernahm daraufhin im Januar 2007 den Zweitligisten Kirchheim Knights und schaffte mit der Mannschaft den Klassenerhalt und die Qualifikation für die Pro B. In der folgenden Saison gelang dem Kooperationspartner des Bundesligisten EnBW Ludwigsburg sogar der Aufstieg in die Pro A. Kurz vor der Vertragsverlängerung erhielt Elzie ein Angebot vom Zweitligisten Bremen Roosters, der ihn als Sportdirektor einstellen wollte. Dem Angebot gab Elzie unter anderem aus familiären Gründen den Vorzug und kehrte in den Norden Deutschlands zurück.
Unter anderem wegen schwerwiegender finanzieller Probleme (zudem beklagte Elzie mangelnde professionelle Strukturen) wurde dann bereits im Dezember 2008 bei den Roosters entlassen. Elzie wurde unmittelbar danach Co-Trainer bei den sportlich strauchelnden Eisbären im benachbarten Bremerhaven in der höchsten Spielklasse. Nach dem Ende der Saison 2008/09 gab Elzie ein Intermezzo als Trainer auf Zypern, bevor er im November 2009 nach Deutschland zurückkehrte und Trainer beim Pro B-Ligisten SC Rasta Vechta wurde. Den SC Rasta Vechta führte er zum Aufstieg aus der ProB in die ProA (2012). Nach nur einem Jahr in der ProA wurde Rasta Meister und stieg mit Elzie im April 2013 in die 1. Bundesliga (BBL) auf, wo Elzie weiterhin Trainer der Mannschaft blieb. Nach dem sportlichen Abstieg mit Vechta zum Ende der Spielzeit 2013/2014 zog sich Elzie als Konsequenz vom Posten des Cheftrainers zurück. Er blieb dem Verein aber erhalten, wurde Trainer der Rasta-Reserve in der 2. Regionalliga und koordinierte die Jugendarbeit. Sein Nachfolger als Headcoach wurde Stephen Arigbabu. Im Januar 2015 kehrte Elzie auf die Trainerbank des SC Rasta Vechta zurück, nachdem zuvor Stephen Arigbabu entlassen worden war. Jedoch konnte auch Elzie keinen sportlichen Umschwung mehr erreichen und Vechta verpasste überraschend die Playoffs. Nach Saisonende verließ Elzie den SC Rasta Vechta endgültig. Elzie beschrieb den von ihm als Trainer bevorzugten Stil als eine auf Schnellangriffe ausgerichtete Spielweise, bei der sich seine Mannschaft möglichst viele Würfe herausspielt.
Im Mai 2015 wurde Elzie, der seinen Mannschaften meist einen auf Angriff ausgerichteten Spielstil verordnet, als neuer Trainer der Itzehoe Eagles in der 2. Bundesliga ProB vorgestellt. Wie bei seinen früheren Trainerstationen Hamburg und Vechta übernahm Elzie neben seiner Verantwortung für die Itzehoer Herrenmannschaft auch Aufgaben in der Grundlagenarbeit (Nachwuchsförderung, Schul-AGs, Ferientrainingsveranstaltungen). Im Spieljahr 2019/20 wurde Itzehoe unter seiner Leitung in der ProB-Nord Meister der Punktrunde. Elzie wurde in einer von der Liga durchgeführten Umfrage zum ProB-Trainer des Jahres gekürt. Da die Saison am 17. März 2020 vor dem Beginn der Endrunde wegen der Ausbreitung des Coronavirus SARS-CoV-2 abgebrochen wurde, erhielt Elzies Mannschaft als Tabellenerster das sportliche Aufstiegsrecht in die 2. Bundesliga ProA zugesprochen. Allerdings zog Itzehoe den Lizenzantrag für die zweithöchste deutsche Spielklasse Ende Mai 2020 zurück. In der Saison 2020/21 führte Elzie die Itzehoer in die Endspiele der 2. Bundesliga ProB (wegen der anhaltenden Coronavirus-Pandemie nicht ausgetragen) und auf diese Weise zum erneuten Erringen des sportlichen Aufstiegsrechts in die zweithöchste deutsche Spielklasse. Diesmal wurde der Aufstieg wahrgenommen. Elzie verpasste mit Itzehoe in der Saison 2021/22 den Klassenerhalt in der 2. Bundesliga ProA, die Mannschaft wurde mit vier Siegen und 28 Niederlagen Vorletzter. Nach dem letzten Saisonspiel im April 2022 gab Elzie seinen Rücktritt als Itzehoer Trainer bekannt.
Ende Juni 2022 wurde er als neuer Cheftrainer des Drittligisten EPG Baskets Koblenz vorgestellt. Die Koblenzer führte er in der Hauptrunde der Saison 2022/23 in 24 Spielen zu 23 Siegen, das war in der Endabrechnung der erste Tabellenplatz. Mit dem Einzug in die ProB-Endspiele im Mai 2023 stand die Erlangung des sportlichen Aufstiegsrechts in die 2. Bundesliga ProA fest. Anschließend gewann man auch den ProB-Meistertitel.
Anfang Januar 2024 wurde er in Koblenz seines Amtes enthoben. Die Mannschaft hatte unter Elzies Leitung seit dem Beginn des Spieljahres 2023/24 als Liganeuling sechs Siege geholt und neun Niederlagen einstecken müssen. Mitte März 2024 gab Zweitligist Artland Dragons Elzies Verpflichtung als Sportdirektor mit Dienstbeginn 1. Mai desselben Jahres bekannt. Elzie übernahm ebenfalls die sportliche Leitung in der Basketballabteilung des Stammvereins Quakenbrücker TSV. Im November 2024 trat Elzie auch das Traineramt bei den Artland Dragons an, nachdem zuvor Trainer Vincent Macaulay entlassen worden war, unter dessen Leitung es seit dem Beginn des Spieljahres 2024/25 zunächst vier Siege und dann fünf Niederlagen in Folge gegeben hatte. Unter Elzies Leitung gelang der Quakenbrücker Mannschaft in den folgenden acht Ligaspielen auch kein Sieg. Im Januar 2024 gab Elzie das Traineramt an seinen Assistenten Markus Jackson ab. Als Grund wurde seitens der Führung der Artland Dragons eine Erkrankung Elzies angegeben. Des Weiteren gab der Verein bekannt, dass Elzie nach seiner Gesundung seine Arbeit als Sportdirektor fortsetzen werde. Im Sommer 2025 endete seine Arbeit bei den Artländern.

## Sonstiges
Im Dezember 2016 kam Elzies Autobiografie heraus, die von Klaus Schütz aufgezeichnet wurde.
Elzie hat zwei Söhne und eine Tochter.